# Kennythorpe
Kennythorpe – osada w Anglii, w hrabstwie North Yorkshire, w dystrykcie (unitary authority) North Yorkshire, w civil parish Burythorpe. Leży 23 km od miasta York. W 1931 roku civil parish liczyła 45 mieszkańców. Kennythorpe jest wspomniana w Domesday Book (1086) jako Cheretorp.